# Trojelga
Trojelga (ros. Троельга) – wieś (sieło) w Rosji, w Kraju Permskim, w rejonie kungurskim. W 2010 liczyła 778 mieszkańców.